# Gornja Slabinja
Gornja Slabinja je naseljeno mjesto u sastavu općine Bosanska Kostajnica, Republika Srpska, BiH.

## Stanovništvo
| Gornja Slabinja    |            |
| godina popisa      | 1991.      |
| Srbi               | 154 (100%) |
| Hrvati             | 0          |
| Muslimani          | 0          |
| Jugoslaveni        | 0          |
| ostali i nepoznato | 0          |
| ukupno             | 154        |